# 木野仁
木野 仁（きの ひとし、1971年 - ）は、日本の技術士（機械部門、選択科目:ロボット）およびAPECエンジニア(Mechanical Engineering)。福岡工業大学工学部知能機械工学科教授を経て、2020年4月より中京大学工学部機械システム工学科准教授。
立命館大学卒業、立命館大学大学院理工学研究科博士後期課程中退。
専門はロボット工学。ワイヤ駆動ロボット、筋骨格構造ロボット、受動歩行、ソフトアクチュエータなどの研究に従事。過去に日本ロボット学会評議員および代議員、日本機械学会ロボティクス・メカトロニクス部門第7地区技術委員会委員長などを務める。
小学校、高校などでの大学模擬講義、一般企業主催の技術セミナーでの講師を多数経験し、福岡工業大学においてベストティーチャー賞、最優秀授業実施賞などを多数受賞。2013年に日本機械学会より教育賞を受賞、2020年に著書『イラストで学ぶロボット工学』（講談社、谷口忠大監修）が日本機械学会ロボティクス・メカトロニクス部門より部門教育表彰。